# Heinrich Hofmann (maler)
 Der er flere personer med dette navn, se Heinrich Hofmann.
Heinrich Johann Michael Ferdinand Hofmann (født 19. marts 1824 i Darmstadt, død 23. juni 1911) var en tysk historiemaler. 
Hofmann, var elev af Hildebrandt og Schadow i Düsseldorf, malede først (i München, i sin fødeby, i Frankfurt a.M. etc.) portrætter og historie- og genrebilleder (Romeo og Julie, Enzio i fængslet). Efter et ophold i Rom, hvor han kom Cornelius nær, blev det religiøse maleri hans hovedinteresse.
Han malede blandt andet Christi Tilfangetagelse (1858, museet i Darmstadt), Horkvinden (1869), Jesus-barnet i tempelet (begge i Dresdens Galeri), Christus prædiker på søen (1876, Berlins Nationalgaleri) m.v.
Disse glatte billeder med de kønne skikkelser, den gennemtænkte komposition og den traditionelle farveharmoni blev ved deres æstetisk behagelige fremstillingssæt overordentlig populære i Tyskland.
Hofmann har også malet Othello og Desdemona, Venus og Amor og lignende, samt dekorative arbejder i Albrechtsburg og i hofteatret i Dresden, hvor han slog sig ned og blev akademiprofessor.